# Huaibei
För andra betydelser, se Huaibei (olika betydelser).
Huaibei är en stad på prefekturnivå i provinsen Anhui i östra Kina. Den ligger omkring 210 kilometer norr om proivinshuvudstaden Hefei.

## Administrativ indelning
Huabei består av tre stadsdistrikt, som omfattar den egentliga staden, och ett härad, som omfattar ortens lantliga delar:
| Karta         | Karta     | Karta  | Karta        | Karta             | Karta     | Karta                      |
| ------------- | --------- | ------ | ------------ | ----------------- | --------- | -------------------------- |
|               |           |        |              |                   |           |                            |
| Nr            | Namn      | Hanzi  | Pinyin       | Befolkning (2020) | Yta (km²) | Befolknings- täthet (/km²) |
| Stadsdistrikt |           |        |              |                   |           |                            |
| 1             | Xiangshan | 相山区 | Xiàngshān qū | 548 934           | 144       | 3 810                      |
| 2             | Duji      | 杜集区 | Dùjí qū      | 239 692           | 238       | 1 006                      |
| 3             | Lieshan   | 烈山区 | Lièshān qū   | 249 237           | 388       | 643                        |
| Härad         |           |        |              |                   |           |                            |
| 4             | Suixi     | 濉溪县 | Suīxī Xiàn   | 932 402           | 1 974     | 472                        |

## Klimat
Genomsnittlig årsnederbörd är 1 070 millimeter. Den regnigaste månaden är juli, med i genomsnitt 212 mm nederbörd, och den torraste är januari, med 14 mm nederbörd.